# Sanxingcun
Sanxingcun (chinesisch 三星村遗址, Pinyin Sānxīngcūn yízhǐ – „Sanxingcun-Stätte“) ist eine neolithische Stätte im Dorf Sanxin bzw. Sanxingcun, Großgemeinde Xigang (西岗镇),  Jintan, Changzhou, in der ostchinesischen Provinz Jiangsu. Die gesamte Lokalität umfasst etwa 10 ha. Bei Ausgrabungen auf einem etwa 525 m² großen Areal in den Jahren 1993 bis 1998 wurden 1001 Gräber, 55 Abfallgruben (huikeng) und 4 Gebäudestätten (fangzhi) entdeckt. Die Entdeckung der Stätte ist für die Bestimmung der Ursprünge des Neolithikums im unteren Jangtse-Gebiet wichtig. Sie wurde vom Nanjing-Museum (Nanjing bowuguan) und der Institution Jintan Shi wenguanhui 金坛市文管会 der Stadt Jintan ausgegraben. Die Sanxingcun-Stätte (Sanxingcun yizhi) steht seit 2006 auf der Liste der Denkmäler der Volksrepublik China (6-73).